# Georges Chocque
Georges, Michel Chocque, né le 13 juin 1919 à Viroflay et mort le 20 décembre 2012 à Verneuil-sur-Avre, est un coureur cycliste professionnel sur route français.

## Biographie
Il est le fils de Marius Chocque et le frère cadet de Paul Chocque.
En 1934, il finit 3e du Grand Prix des scolaires de L'Autoet 2e du Prix d'Ouverture des scolaires sur piste.

## Palmarès
- 1937
  - 2e de Paris-Rouen
- 1939
  -  Champion de France des sociétés
  - Paris-Gien
  - 2e de Paris-Alençon-Rennes
- 1946
  - 2e du Grand Prix des Alliés[3]